# 미키 내각 (개조)
미키 개조내각(일본어: 三木改造内閣)은  미키 다케오가 제66대 내각총리대신으로 임명되어, 1976년 9월 15일부터 1976년 12월 24일까지 존재한 일본의 내각이다.
미키 내각의 개조내각이다.

## 개요
전임 내각인 미키 내각에서 미키 내각 개조내각으로의 내각 개조는 그해 연말에 쫓기고 있던 중의원의 임기 만료를 노리고 중의원의 임기 만료 전에 해산 총선거를 노리는 미키 총리와 ‘미키 밀어내기’라고 불리는 극렬한 도각 운동을 전개했던 반주류파의 공방 끝에 미키가 해산 단행을 포기하고 반주류파에 타협하는 방식으로 실행해 나갔다고 한다. 미키 내각 개조내각의 조각에서 자유민주당의 당3역(간사장, 정조회장, 총무회장)은 반주류파 중에서 ‘미키 밀어내기’의 본거가 된 거당체제확립협의회(거당협)에 속하지 않는 인물을 각료로 기용했다. 이 결과, 다나카파에서의 기용은 마에다 마사오뿐이어서 ‘반 다나카’ 색채가 선명하게 됐다.
이 내각으로 중의원의 임기 만료 선거를 치르게 됐지만 자유민주당은 참패했고 미키 정권은 퇴진 압박을 받게 됐다.

## 각료
- 내각총리대신 - 미키 다케오
- 부총리 - 후쿠다 다케오( ~ 1976년 11월 6일)
- 법무대신 - 이나바 오사무
- 외무대신 - 고사카 젠타로
- 대장대신 - 오히라 마사요시
- 문부대신 - 나가이 미치오(비 국회의원)
- 후생대신 - 하야카와 다카시
- 농림대신 - 오이시 부이치
- 통상산업대신 - 고모토 도시오
- 운수대신 - 이시다 히로히데
- 우정대신 - 후쿠다 도쿠야스
- 노동대신 - 우라노 사치오
- 건설대신 - 주만 다쓰이
- 자치대신, 국가공안위원회 위원장, 홋카이도 개발청 장관 - 아마노 기미요시
- 내각관방장관 - 이데 이치타로
- 총리부 총무장관, 오키나와 개발청 장관 - 니시무라 쇼지
- 행정관리청 장관 - 아라후네 세이주로
- 방위청 장관 - 사카타 미치타
- 경제기획청 장관 - 후쿠다 다케오( ~ 1976년 11월 6일) / 노다 우이치(1976년 11월 6일 ~ )
- 과학기술청 장관 - 마에다 마사오
- 환경청 장관 - 마루모 시게사다
- 국토청 장관 - 아마노 고세이
  - 내각법제국 장관 - 사나다 히데오
  - 내각관방부장관(정무) - 구지라오카 효스케
  - 내각관방부장관(사무) - 우메모토 요시마사
  - 총리부 총무부장관(정무) - 모리 요시로( ~ 1976년 9월 20일) / 하시구치 다카시(1976년 9월 20일 ~ )
  - 총리부 총무부장관(사무) - 미나카와 미치오( ~ 1976년 10월 1일) / 아키야마 스스무(1976년 10월 1일 ~ )

## 정무 차관
전임 내각의 정무 차관이 1976년 9월 20일부로 퇴임했고 같은 날에 신임 정무 차관을 임명했다.
- 법무 정무 차관 - 하타노 주분
- 외무 정무 차관 - 오코노기 히코사부로
- 대장 정무 차관 - 다카토리 오사무·사이토 주로
- 문부 정무 차관 - 와타나베 고조
- 후생 정무 차관 - 나카야마 마사아키
- 농림 정무 차관 - 야마자키 헤이하치로·가타야마 마사히데
- 통상 산업 정무 차관 - 야마시타 도쿠오·가와모토 가쿠조
- 운수 정무 차관 - 아베 요시모토
- 우정 정무 차관 - 사토 메구무
- 노동 정무 차관 - 사이토 시게요시
- 건설 정무 차관 – 가지야마 세이로쿠
- 자치 정무 차관 - 기무라 다케치요
- 행정 관리 정무 차관 - 마스다 사카리
- 홋카이도 개발 정무 차관 - 야스다 기로쿠
- 방위 정무 차관 - 나카무라 고카이
- 경제 기획 정무 차관 - 니시메 준지
- 과학 기술 정무 차관 - 야노 노보루
- 환경 정무 차관 – 이마이즈미 쇼지
- 오키나와 개발 정무 차관 - 고쿠바 고쇼
- 국토 정무 차관 - 에토 다카미

## 참고 문헌
- 하타 이쿠히코 편 《일본 관료제 종합 사전 : 1868 ~ 2000》(도쿄 대학 출판회, 2001년)